# Orthomitrium
Orthomitrium là một chi rêu trong họ Orthotrichaceae.